# Gesamtdeutsche Volkspartei
Die Gesamtdeutsche Volkspartei (GVP) war eine Kleinpartei in der Bundesrepublik Deutschland, die die Wiederbewaffnung Westdeutschlands und die Westintegration, wie sie von Bundeskanzler Konrad Adenauer (CDU) angestrebt wurde, ablehnte.
Die Partei wurde 1952 gegründet, löste sich aber mangels Wahlerfolgen 1957 wieder auf. Viele Mitglieder schlossen sich der SPD an, darunter der einflussreichste Sprecher, Gustav Heinemann, ebenso wie Johannes Rau, beides spätere Bundespräsidenten.
Die GVP ist nicht zu verwechseln mit der Gesamtdeutschen Partei (GDP), die erst 1961 gegründet wurde.

## Gründung

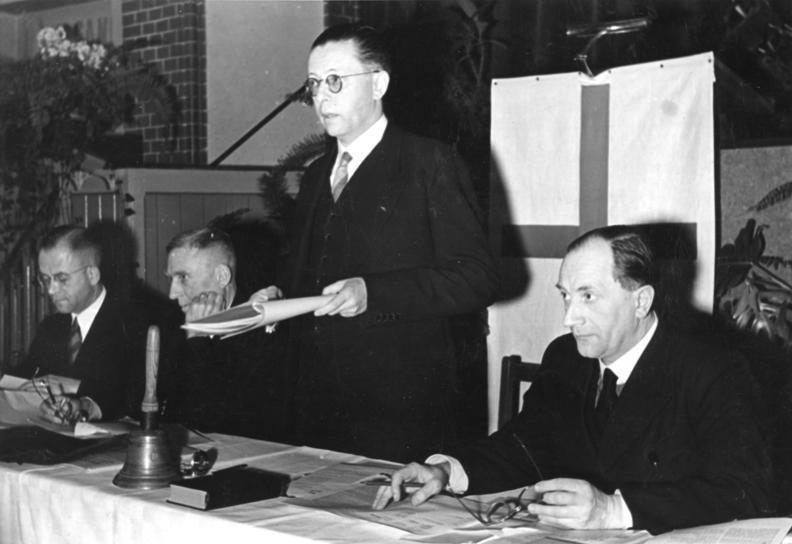
Gustav Heinemann, bis 1950 CDU-Bundesminister, auf der EKD-Generalsynode 1949

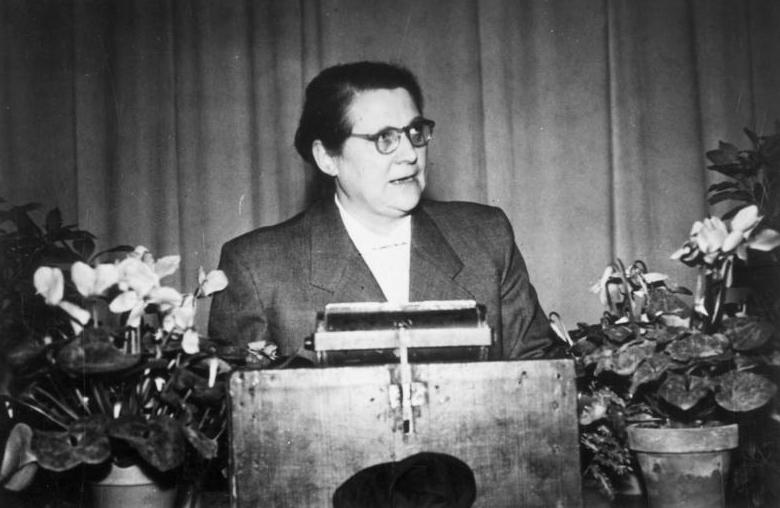
Helene Wessel, bis Anfang des Jahres Zentrumsvorsitzende, auf der GVP-Gründungsversammlung 1952

Die späteren Gründer der GVP waren oft von der Bekennenden Kirche beeinflusst, die 1934 entstanden war, um internen Bestrebungen durch die Deutschen Christen, die evangelische Kirche ideologisch dem Nationalsozialismus anzugleichen, entgegenzuwirken. Sie wandten sich allgemein gegen eine Verbindung von Thron und Altar, gegen Frontdenken und vertraten eine Mitverantwortung der Christen für die (gesamte) Welt. Nach Kriegsende gelang es dieser Richtung nicht, ihren Führungsanspruch in der Evangelischen Kirche in Deutschland gegenüber einem traditionelleren Luthertum durchzusetzen. Auch außerhalb der Kirche sahen diese Christen ihre Ansichten wenig vertreten und lehnten beispielsweise den Antikommunismus der CDU ab.
Aktuell politisch kam zum Unbehagen dieser Richtung 1950 die Frage der Wiederbewaffnung Deutschlands sowie die zugehörige Diskussion hinzu (verstärkt durch den Korea-Krieg). CDU-Bundesinnenminister Gustav Heinemann, der der Bekennenden Kirche angehört hatte, war mit einem Memorandum von Bundeskanzler Adenauer unzufrieden und trat zurück. Seiner Meinung nach seien die Alliierten seit der Kapitulation für die äußere Sicherheit Deutschlands verantwortlich. Ein westdeutscher Verteidigungsbeitrag sollte den Westalliierten nicht angeboten werden, da sonst die Spaltung Deutschlands weiter vertieft werden würde. Eine westdeutsche Aufrüstung würde auf die UdSSR provozierend wirken.
Am 21. November 1951 gründete Heinemann in Düsseldorf mit einem Freundeskreis die Notgemeinschaft für den Frieden Europas. Sie hatte zehn Gründungsmitglieder, darunter neben Gustav Heinemann (zuvor CDU), Helene Wessel (zuvor Zentrum), Hans Bodensteiner (zuvor CSU), Hermann Etzel (zuvor Bayernpartei) sowie Adolf Scheu und Diether Posser (beide zuvor parteilos). Der Notgemeinschaft nach müsste nicht nur das westliche, sondern auch das sowjetische Sicherheitsbedürfnis anerkannt werden. Eine westdeutsche Aufrüstung würde „den Eisernen Vorhang dichter schließen“ und die Wiedervereinigung würde aussichtsloser. Gesamtdeutschland sollte militärisch neutral bleiben.
Die Gruppe bemühte sich um einen Organisationsaufbau und sammelte beispielsweise Unterschriften; sie kam schließlich zum Ergebnis, ihre Ziele am besten als Partei verfolgen zu können. Die Regierungsparteien und auch die oppositionelle SPD seien die Hauptverantwortlichen der falschen Politik und mit ihnen könne nicht zusammengearbeitet werden. Am 29./30. November 1952 erfolgte die Gründung der Gesamtdeutschen Volkspartei in Frankfurt am Main.

## Programm
Außenpolitisch forderte die Partei in ihrem Manifest der Gründungsversammlung die „sofortige Beseitigung der Aufrüstung zweier deutscher Armeen in West- und Ostdeutschland (...) Gesamtdeutsche Haltung erfordert Unabhängigkeit von Ost und West“.
Innenpolitisch kritisierte die Partei das Fehlen einer lebendigen Brücke zwischen Regierung bzw. Parlament und Volk. Volksabstimmungen sollten eingeführt werden, rassische, religiöse und weltanschauliche Vorurteile abgewandt werden. Das Christentum dürfte nicht gegen den Kommunismus instrumentalisiert werden. Barbara Jobke interpretierte es in ihrer Dissertation so, dass das außenpolitische Leitmotiv der Entspannung auch in der Gesellschaftspolitik zum Tragen kommen sollte. Wirtschaftspolitisch war die Partei nicht an einer genaueren Ausformulierung von Zielen interessiert, auch wegen der großen Unterschiedlichkeit an Vorstellungen in der Anhängerschaft.

## Politisches Wirken

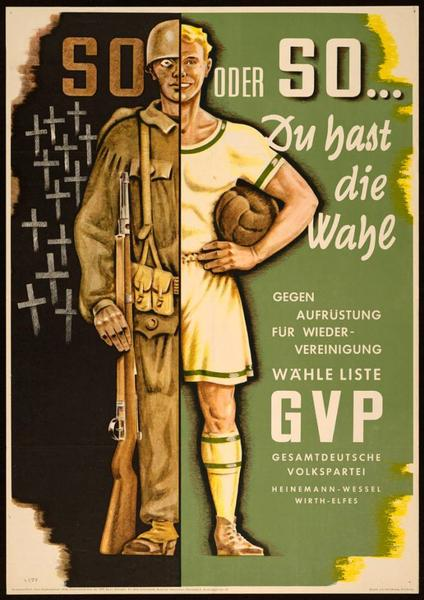
GVP-Wahlplakat zur Bundestagswahl 1953

Gleich nach ihrer Gründung war die GVP im Bundestag vertreten, und zwar 1952/1953 durch Helene Wessel und Thea Arnold (beide ehemals Zentrum) und Hans Bodensteiner (zuvor CSU), die ihre jeweiligen Parteien verlassen und sich der GVP angeschlossen hatten.
Für die Bundestagswahl 1953 bemühte sich die GVP um Bündnisse mit mehreren anderen Parteien, etwa mit dem Bund der Deutschen. Ein Wahlbündnis mit dem Block der Mitte/Freisoziale Union zerbrach noch vor der Wahl. Die GVP reichte in allen Ländern Landeslisten ein und stellte in 232 von 242 Wahlkreisen Kandidaten auf. Sie erhielt am Wahltag aber nur 286.465 der Erststimmen (1,0 %) und 318.475 Zweitstimmen (1,2 %). Am besten schnitt sie mit 1,7 % in Hessen ab. Das beste Einzelergebnis hatte die GVP mit 8,5 % in Heinemanns Wahlkreis Siegen. Dieses Gebiet war seit Jahrzehnten durch ein eher atypisches Wahlverhalten aufgefallen und vor 1933 die bedeutendste Hochburg des Christlich-Sozialen Volksdienstes (CSVD) gewesen.
Im Jahr 1955 beteiligte sich die GVP an der Paulskirchenbewegung gegen die Wiederbewaffnung.
Bei Landtagswahlen rief die GVP zur Wahlenthaltung oder zur Wahl der SPD auf. Wegen des hohen Anteils von Protestanten an der Einwohnerschaft Baden-Württembergs versuchte sie es bei der dortigen Landtagswahl am 4. März 1956. Sie errang 50.618 Stimmen, das waren 1,5 %. Bei den NRW-Kommunalwahlen im Oktober desselben Jahres hingegen schnitt die GVP in einigen Gemeinden, vor allem in Siegen, Rheydt und im Landkreis Siegen, recht gut ab und kam insgesamt auf 78 Mandate.
Gespräche mit der SPD über eine Zusammenarbeit bei der Bundestagswahl 1957 ergaben im Februar jenes Jahres, dass die SPD nur ihre eigenen Parteimitglieder auf ihren Listen akzeptieren werde. Daraufhin löste sich die GVP  am 19. Mai 1957 auf. Den Mitgliedern wurde ein Beitritt zur SPD empfohlen, den Erhard Eppler bereits vollzogen hatte, und in der auch Heinemann und andere GVP-Mitglieder ihre politische Laufbahn fortsetzten. Die Übertritte aus der GVP halfen der SPD, sich langsam auch dem Bürgertum zu öffnen.
Ehemalige Mitglieder der Partei gelangten 1957 in den Bundestag: Heinemann kam erstmals und Wessel erneut als SPD-Mitglieder ins Parlament, über sichere Listenplätze in NRW und Niedersachsen.

## Mitglieder und Organisation
Die GVP wurde von 140 Teilnehmern der Gründungsversammlung gegründet und hatte ein vierköpfiges Präsidium statt eines Vorsitzenden. Dazu wurde auf der Gründungsversammlung ein größerer Bundesvorstand gewählt, zunächst mit 28 Mitgliedern. Im Frühjahr 1953 hatte die Partei erst 53 Kreisverbände, vor allem in NRW, Hessen und Baden-Württemberg. Dort entstanden im selben Jahr auch Landesverbände.
Als die Partei sich 1957 auflöste, habe sie rund tausend Mitglieder gehabt, sagte Präsidiumsmitglied Adolf Scheu 1968 der Promovendin Barbara Jobke. Die Parteizeitung hatte 3000 Abonnenten. Anhand eines Fördererkreises, der die Partei finanziell förderte, kommt sie auf eine Sympathisantenzahl von 300.000.
In der Führungsebene überwogen die Bildungsbürger; darunter waren eher wenige Pfarrer, da die Partei nicht mit der Religion Politik machen wollte. Dennoch gab es viele Pfarrer in der Mitgliederschaft, die weit überwiegend protestantisch war. Die Parteiführung wollte ausdrücklich kein protestantisches Gegenstück zur als eher katholisch empfundenen CDU/CSU schaffen. In der Öffentlichkeit traten der Protestant Heinemann und die Katholikin Wessel bewusst oft zusammen auf. Diese von oben gewollte Trennung von Politik und Religion bereitete denjenigen Aktiven Schwierigkeiten, die vor Ort Werbung betrieben und selbst aus kirchlichen Kreisen kamen.
Bekannte Mitglieder der GVP waren:
- Carl Amery
- Thea Arnold
- Hans Bodensteiner
- Erhard Eppler, später Bundesminister
- Gottfried Gurland, später Bürgermeister von Wuppertal
- Gustav Heinemann, später Bundespräsident
- Max Merten, Jurist, 1942–1944 Kriegsverwaltungsrat beim Wehrmachtsbefehlshaber Saloniki
- Diether Posser, später Landesminister
- Johannes Rau, später Bundespräsident
- Erwin Respondek, Staatsfinanzfachmann und Superspion „Ralph“
- Robert Scholl, Oberbürgermeister von Ulm, Vater der Geschwister Scholl
- Jürgen Schmude, später Bundesminister
- Konrad Tempel, Quäker
- Helene Wessel, zuvor Bundesvorsitzende des Zentrums

## Belege
1. ↑  Anstelle eines Parteivorsitzenden bestand ein vierköpfiges Präsidium: unter anderem, weil Heinemann die Übernahme ablehnte (Thomas Flemming: Gustav W. Heinemann. Ein deutscher Citoyen. Klartext, Essen 2014, ISBN 978-3-8375-0950-2, S. 288).
2. ↑  Barbara Jobke: Aufstieg und Verfall einer wertorientierten Bewegung. Dargestellt am Beispiel der Gesamtdeutschen Volkspartei, Tübingen, Univ., Diss., 1974, S. 31, 40, 43.
3. ↑  Barbara Jobke: Aufstieg und Verfall einer wertorientierten Bewegung. Dargestellt am Beispiel der Gesamtdeutschen Volkspartei, Tübingen, Univ., Diss., 1974, S. 57–59.
4. ↑  Barbara Jobke: Aufstieg und Verfall einer wertorientierten Bewegung. Dargestellt am Beispiel der Gesamtdeutschen Volkspartei, Tübingen, Univ., Diss., 1974, S. 72.
5. ↑  Barbara Jobke: Aufstieg und Verfall einer wertorientierten Bewegung. Dargestellt am Beispiel der Gesamtdeutschen Volkspartei, Tübingen, Univ., Diss., 1974, S. 79/80, Zitat S. 80.
6. ↑  Barbara Jobke: Aufstieg und Verfall einer wertorientierten Bewegung. Dargestellt am Beispiel der Gesamtdeutschen Volkspartei, Tübingen, Univ., Diss., 1974, S. 115/117.
7. ↑  Barbara Jobke: Aufstieg und Verfall einer wertorientierten Bewegung. Dargestellt am Beispiel der Gesamtdeutschen Volkspartei, Tübingen, Univ., Diss., 1974, S. 127.
8. ↑  Barbara Jobke: Aufstieg und Verfall einer wertorientierten Bewegung. Dargestellt am Beispiel der Gesamtdeutschen Volkspartei, Tübingen, Univ., Diss., 1974, S. 129/130, Zitat S. 130.
9. ↑  Barbara Jobke: Aufstieg und Verfall einer wertorientierten Bewegung. Dargestellt am Beispiel der Gesamtdeutschen Volkspartei, Tübingen, Univ., Diss., 1974, S. 138.
10. ↑  Artikel Gemeinsames Wahlprogramm in: GVP-Nachrichten, Jahrgang 1, Nr. 15 (8. Mai 1953), S. 2
11. ↑  Siegfried Heimann: Die Gesamtdeutsche Volkspartei, in: Richard Stöss (Hrsg.): Parteien-Handbuch. Die Parteien der Bundesrepublik Deutschland 1945–1980, Band 3, Westdeutscher Verlag, Opladen 1983, S. 1478–1508, hier S. 1493/1494.
12. ↑  Hans Jürgen Stock, Christlichsoziale Kontinuität und Diskontinuität, in: In pluribus unum, Festschrift für Oskar Reichmann zum 50. Geburtstag, Heidelberg 1987, S. 171–240.
13. ↑  Siegfried Heimann: Die Gesamtdeutsche Volkspartei, in: Richard Stöss (Hrsg.): Parteien-Handbuch. Die Parteien der Bundesrepublik Deutschland 1945–1980, Band 3, Westdeutscher Verlag, Opladen 1983, S. 1478–1508, hier S. 1494/1495.
14. ↑  Siegfried Heimann: Die Gesamtdeutsche Volkspartei, in: Richard Stöss (Hrsg.): Parteien-Handbuch. Die Parteien der Bundesrepublik Deutschland 1945–1980, Band 3, Westdeutscher Verlag, Opladen 1983, S. 1478–1508, hier S. 1496.
15. ↑  Siegfried Heimann: Die Gesamtdeutsche Volkspartei, in: Richard Stöss (Hrsg.): Parteien-Handbuch. Die Parteien der Bundesrepublik Deutschland 1945–1980, Band 3, Westdeutscher Verlag, Opladen 1983, S. 1478–1508, hier S. 1498.
16. ↑  Barbara Jobke: Aufstieg und Verfall einer wertorientierten Bewegung. Dargestellt am Beispiel der Gesamtdeutschen Volkspartei, Tübingen, Univ., Diss., 1974, S. 123/124.
17. ↑  Siegfried Heimann: Die Gesamtdeutsche Volkspartei, in: Richard Stöss (Hrsg.): Parteien-Handbuch. Die Parteien der Bundesrepublik Deutschland 1945–1980, Band 3, Westdeutscher Verlag, Opladen 1983, S. 1503/1504, hier S. 1494/1495.
18. ↑  Barbara Jobke: Aufstieg und Verfall einer wertorientierten Bewegung. Dargestellt am Beispiel der Gesamtdeutschen Volkspartei, Tübingen, Univ., Diss., 1974, S. 176.